# Хоккенхайм
Хо́ккенхайм (нем. Hockenheim) — город в Германии, в земле Баден-Вюртемберг.
Подчинён административному округу Карлсруэ. Входит в состав района Рейн-Неккар. Население составляет 21 118 человек (на 31 декабря 2010 года). Занимает площадь 34,84 км². Официальный код — 08 2 26 032.
Город подразделяется на 5 городских районов.
Город знаменит автодромом Хоккенхаймринг, на котором с 1970 по 2019 год с небольшими перерывами проводились этапы (Гран-при Германии) чемпионата по автогонкам в классе Формула-1.
- Трибуна Хоккенхаймринга